# DynaRig

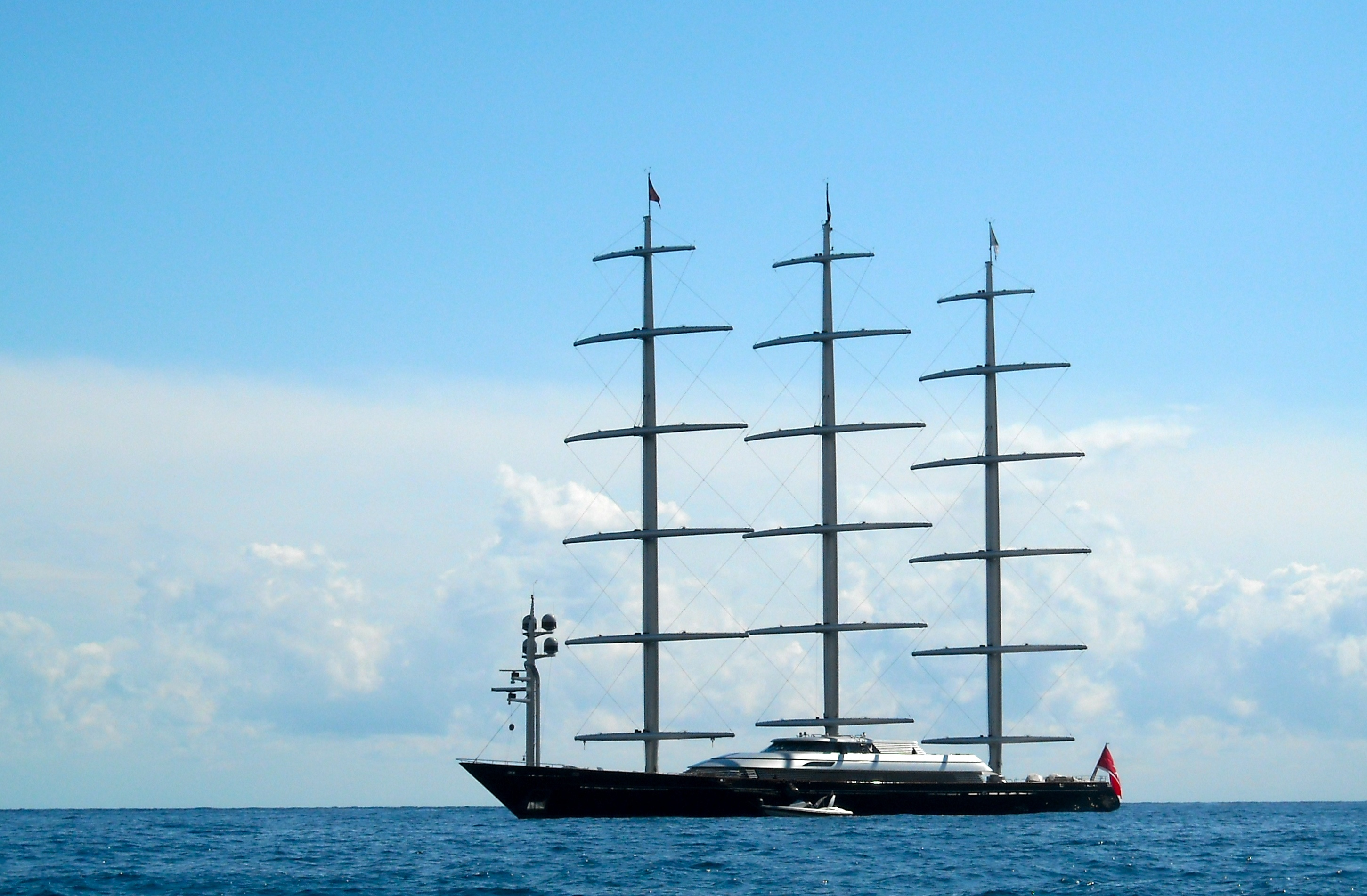
Le Maltese Falcon et sa mature DynaRig.

Le DynaRig est un système moderne reproduisant un gréement carré pour des bateaux. Il se compose de mâts rotatifs autonomes avec des vergues rigides, faisant office de gréement carré. 
Conçu dans les années 1960 par l'ingénieur allemand Wilhelm Prölß, il a été mis en œuvre par un voilier plusieurs décennies après sa conception, en raison d'un manque de matériaux de construction adéquats. Il a été installé sur l'un des plus grands yachts du monde, le Maltese Falcon. Lorsque les droits de brevet d'origine et la technologie résiduelle ont été rachetés par un investisseur américain en 2001, le système a été renommé la Falcon rig (« plate-forme Falcon »).
Le yacht Black Pearl utilise aussi cette technologie.

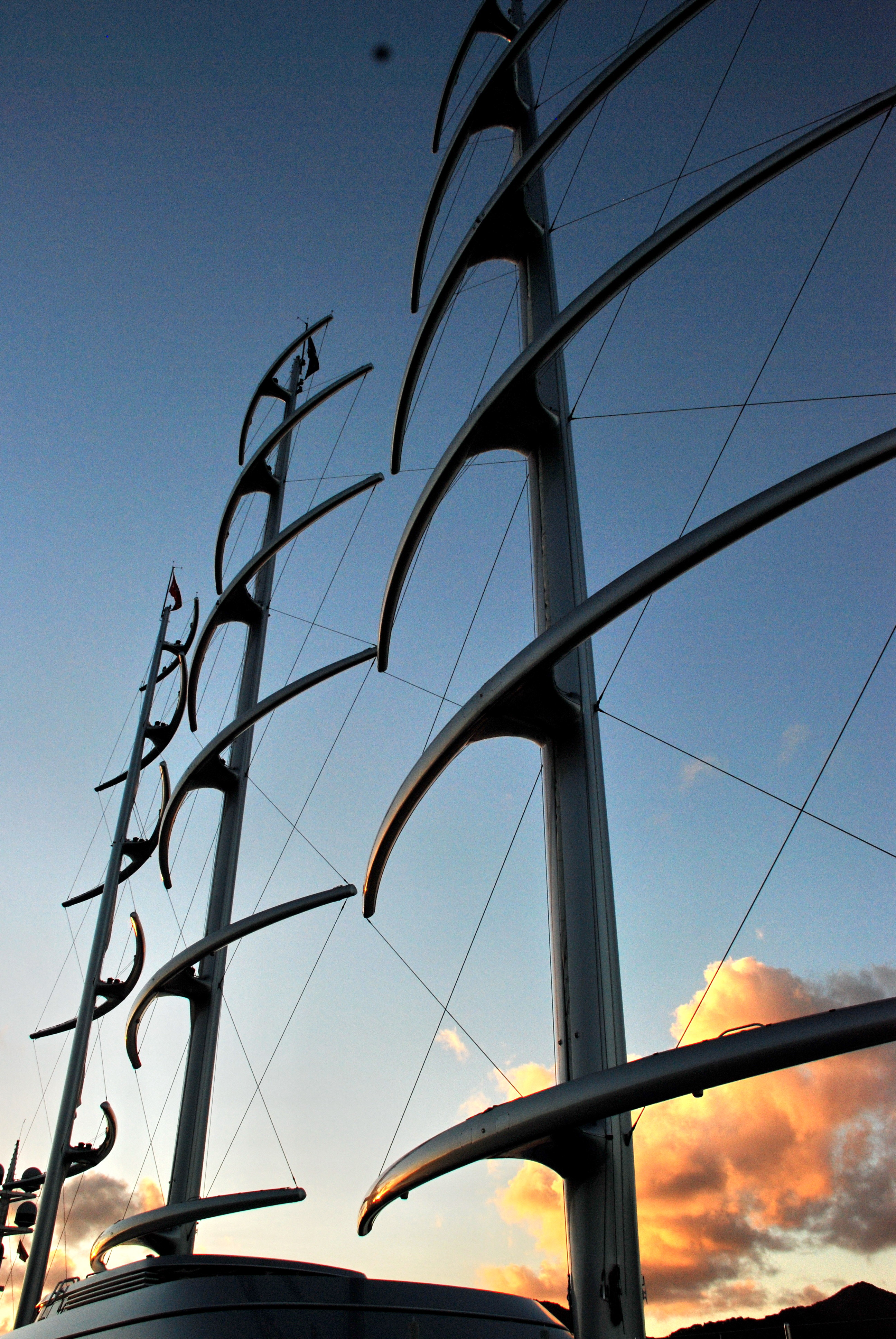
Mature DynaRig du Maltese Falcon.
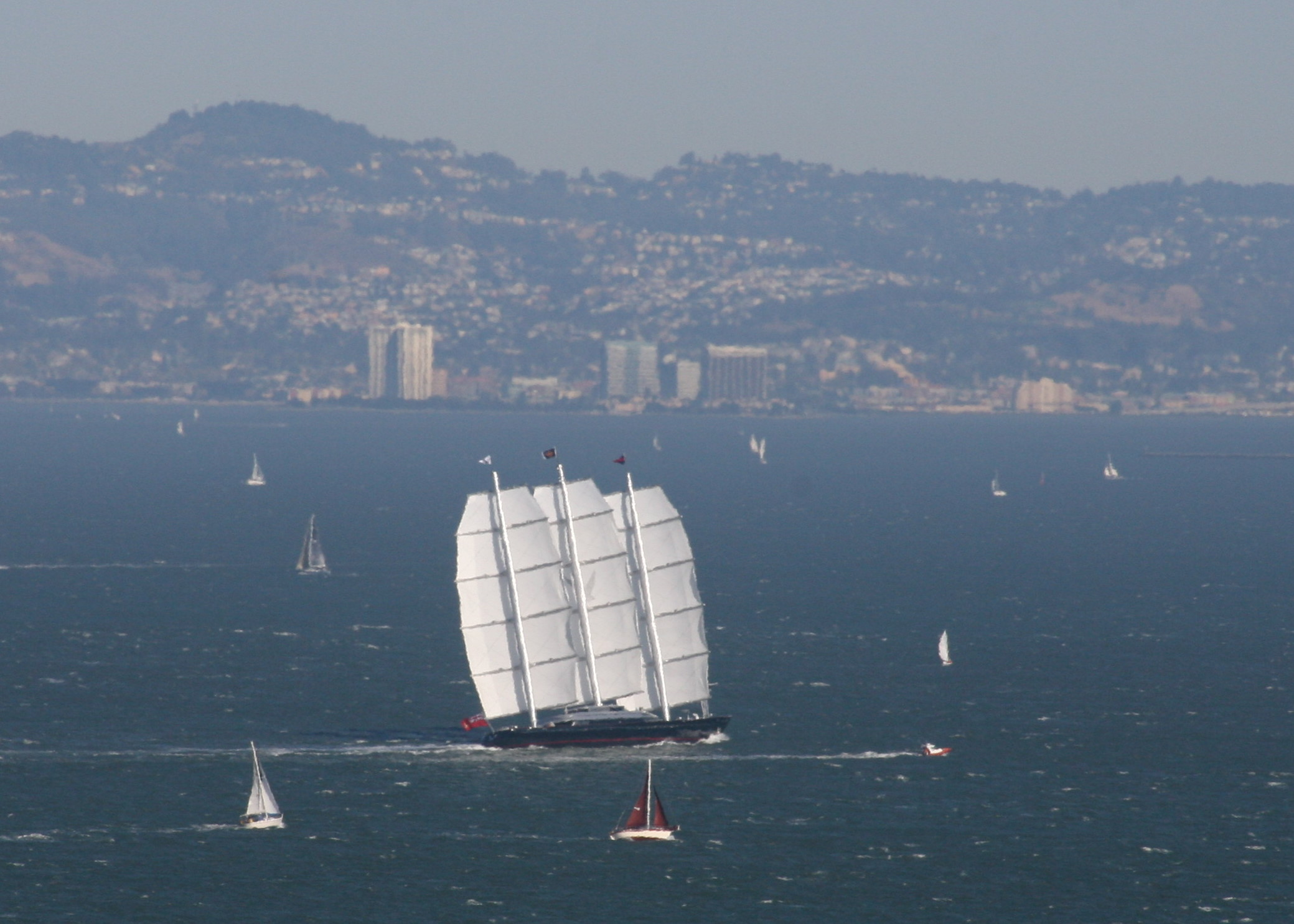
Le Maltese Falcon sous voiles DynaRig.
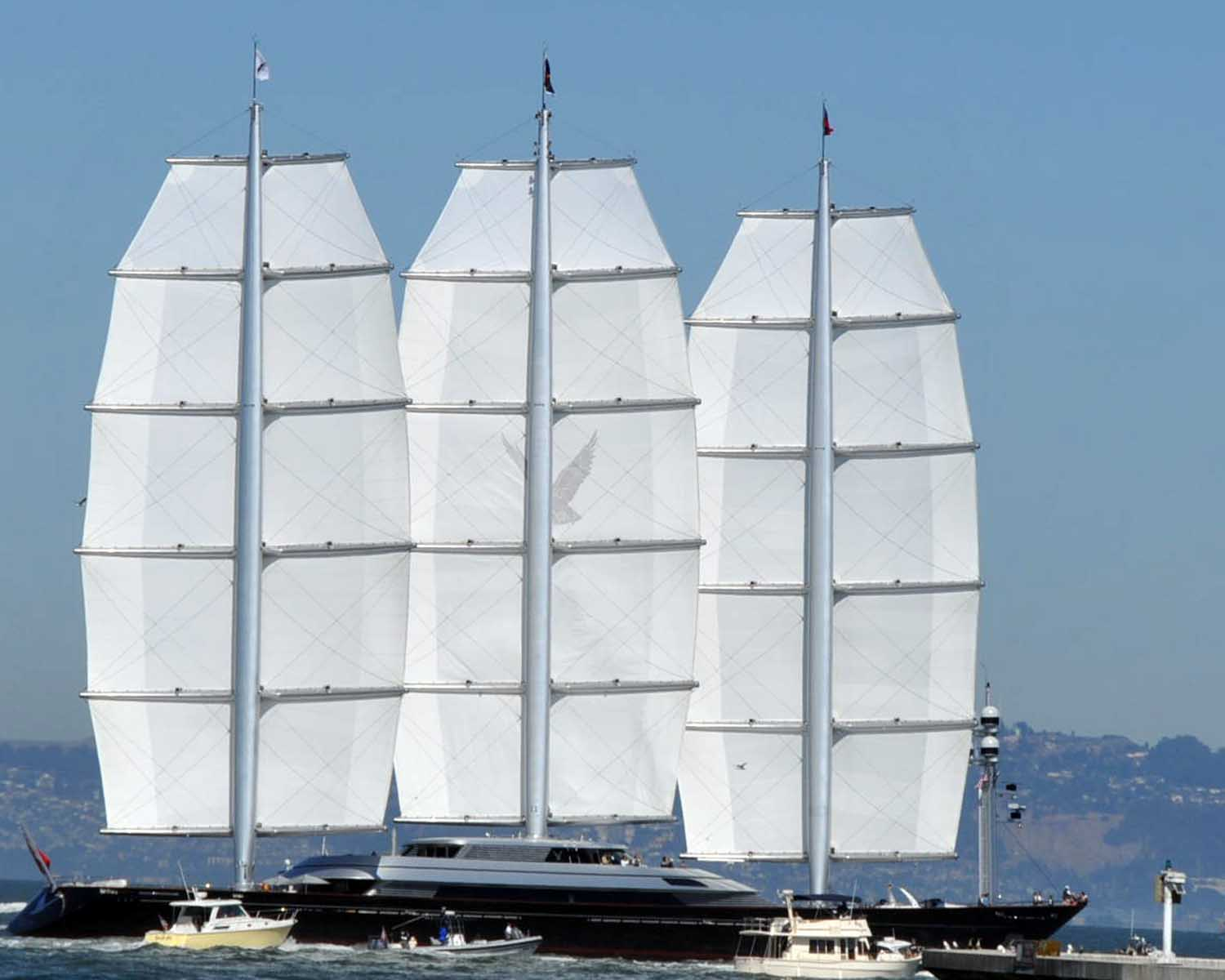
Le Maltese Falcon sous voiles DynaRig.
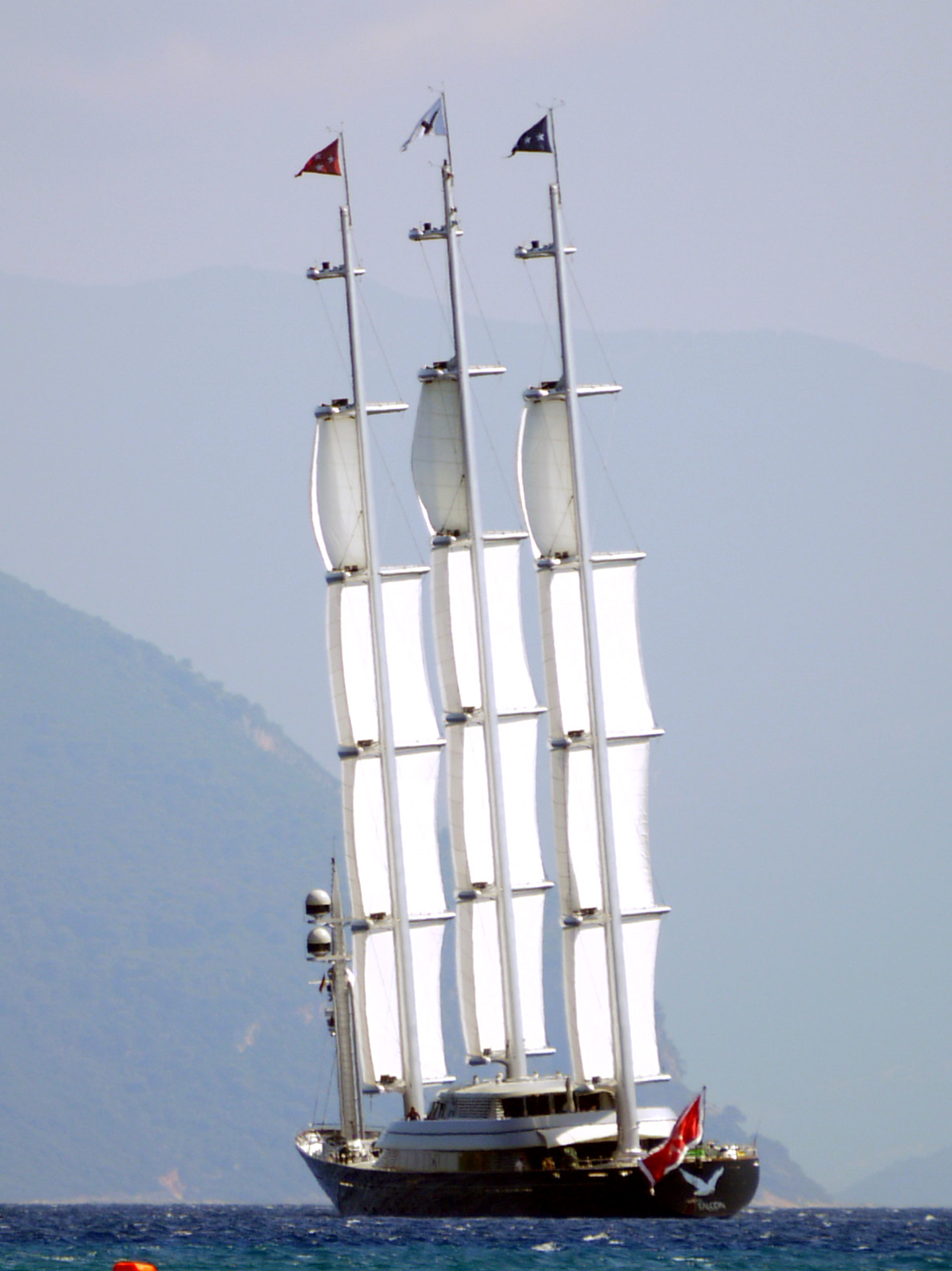
Le Maltese Falcon sous voiles DynaRig.
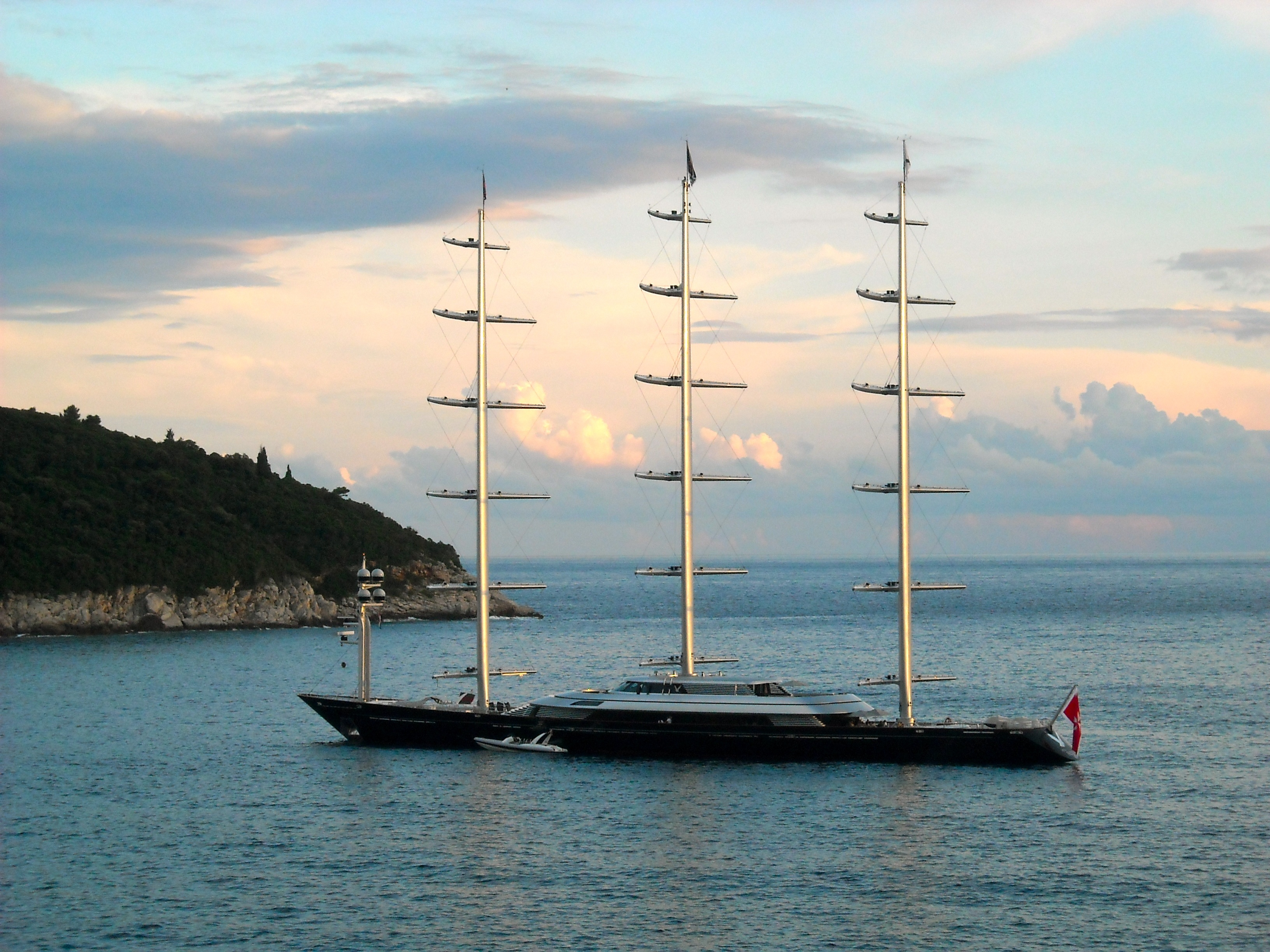
Le Maltese Falcon, voiles DynaRig levées.
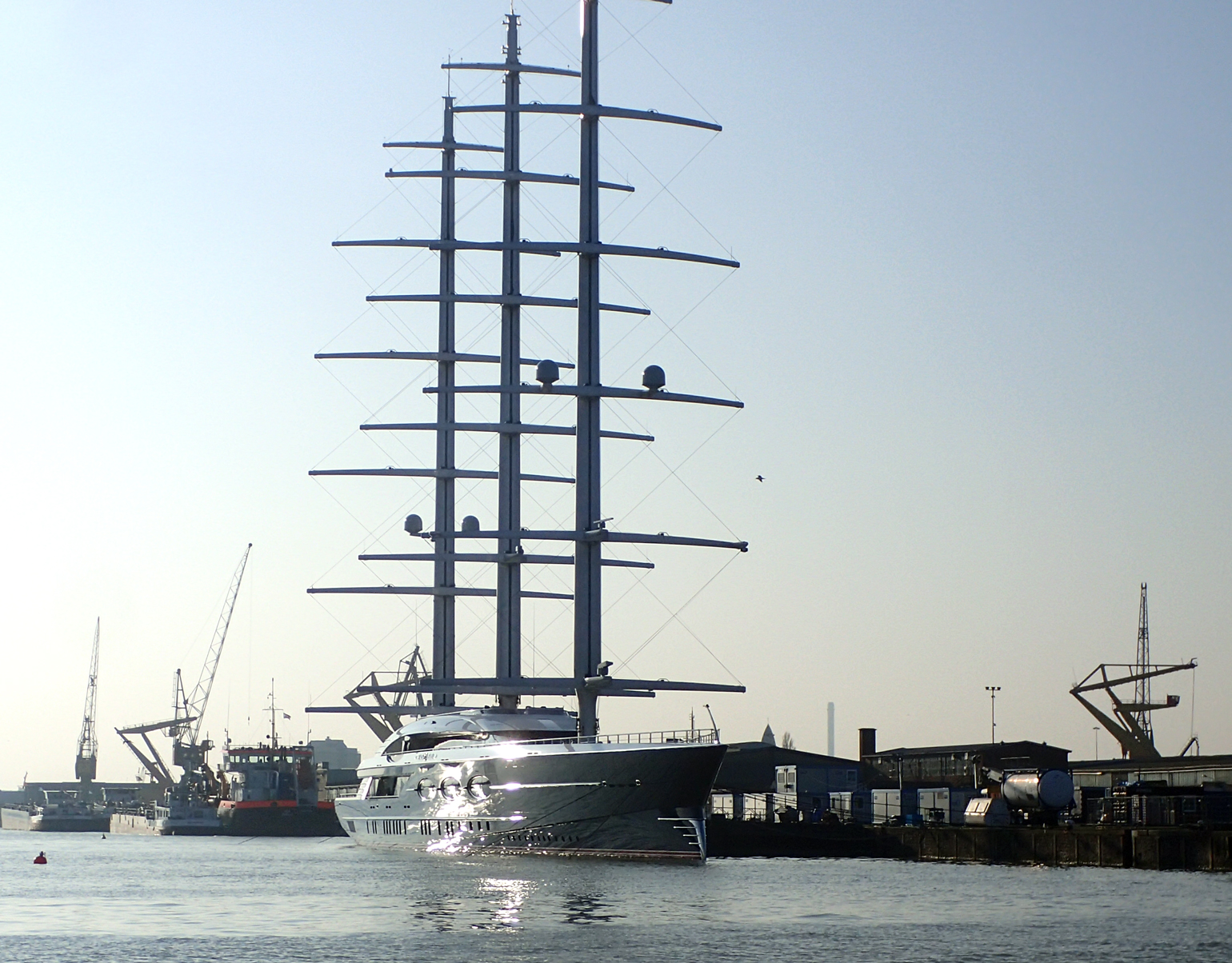
Mature du Black Pearl.
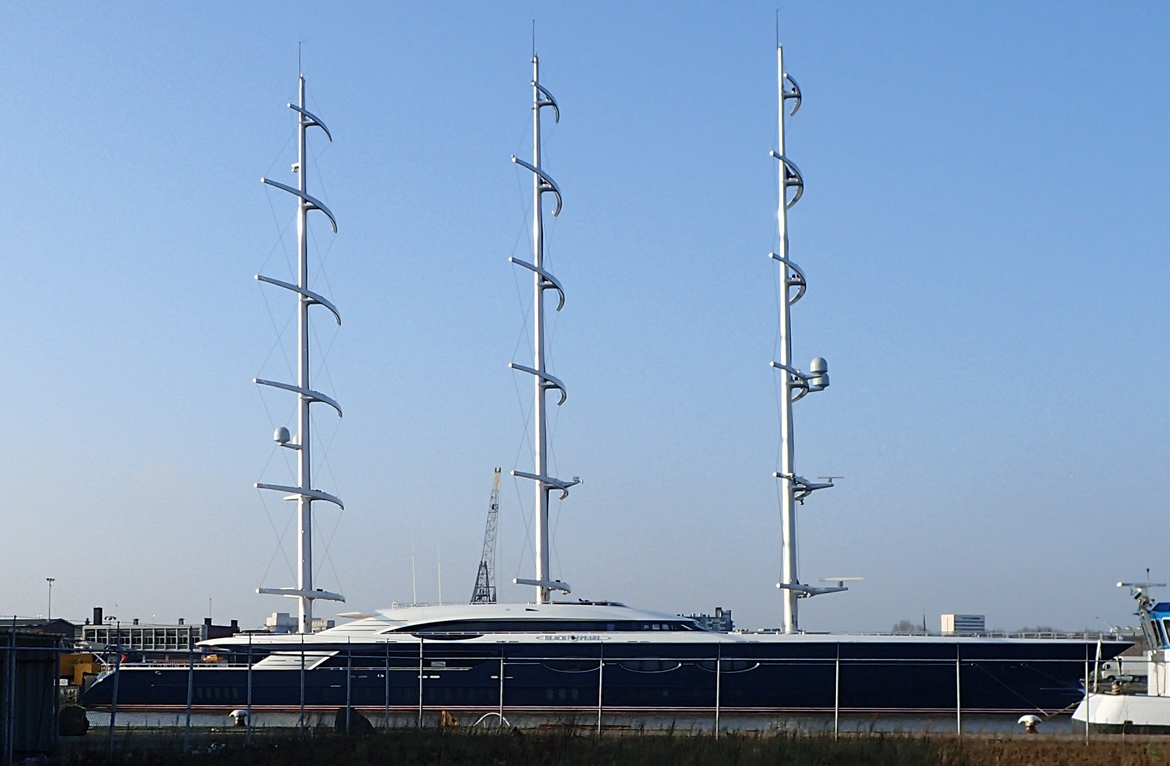
Mature du Black Pearl.